# Herb Węgorzyna
Herb Węgorzyna – jeden z symboli miasta Węgorzyno i gminy Węgorzyno w postaci herbu.

## Wygląd i symbolika
Herb przedstawia na błękitnym polu przedzielonym w połowie wysokości tarczy poziomym pasem barwy złotej – w górnej i dolnej części ozdobne motywy roślinne barwy czarnej (damaskinaż renesansowy).
Motyw herbowy użyty w herbie Węgorzyna jest rzadko spotykany w heraldyce miejskiej. Na Pomorzu Zachodnim dominuje wizerunek gryfa, w Polsce natomiast podobny motyw występuje jedynie w herbie Wyszkowa i w historycznym herbie Miastka.

## Historia
Pochodzenie herbu Węgorzyna jest nieustalone. Pewne jest, że używano poprzednio innych wzorów. Starsze od herbu są pieczęcie miejskie Węgorzyna. 

### Ród Borków
Na jednej z pieczęci Węgorzyna, na podstawie użytej czcionki oraz stylu rysunku datowanej przez Otto Huppa na XIV wiek, widnieje biegnący wilk z oczami przewiązanymi opaską i z koroną na głowie. Był to motyw niemal identyczny z użytym na pieczęci Łobza, na węgorzyńskiej w rysunku umieszczono dodatkowo drzewo, a napis w otoku brzmiał +SECRETUM ADVOCATI: WANGRIN. Oznacza to iż była to pieczęć wójtowska, a nie miejska. Nie jest znana pieczęć miejska Węgorzyna z tego okresu. Motyw na pieczęci zaczerpnięty był z herbu rodu rycerskiego Borków.

### Ród Płotowskich
Na późniejszych, XVI-wiecznych pieczęciach widnieje pusta tarcza herbowa, przepasana poziomym pasem wstęgi. Ponad tarczą umieszczono datę: 150. r., zamiast ostatniej cyfry widoczna jest kropka. Być może brak ostatniej cyfry wynika z niedokładnego odciśnięcia pieczęci. M. Gumowski sugeruje, że wzór herbowy z tej pieczęci oznaczał zmianę właścicieli miasta, i stawia hipotezę, że chodzi o ród Płotowskich. Fakt iż byli właścicielami Węgorzyna potwierdza napis na późniejszej pieczęci, z 1595 roku. Wzór kwiatowy pojawia się na pieczęciach z XVII lub XVIII wieku (dokładna data ich powstania nie jest znana).

### Legenda
Według wersji z ludowej legendy, herb Węgorzyna nawiązuje do położenia miasta między jeziorami, symbolizowanymi przez barwę błękitną, złoty pas natomiast oznacza pas lądu, na którym wzniesiono miasto. Nie wyjaśnia to jednak, skąd wziął się w herbie motyw roślinny.